# Акадийский французский
Акадийский французский (также «французский язык в Акадии»; фр. Français acadien) — один из диалектов французского языка Канады.
Основные регионы распространения — Акадия и, шире, приморские провинции Канады, некоторые районы восточного Квебека (п-ов Гаспе, Мадленские острова) и север штата Мэн, США (долина реки Сен-Жан). Акадийский диалект заметно отличается от квебекского французского, хотя в приграничных регионах сложились смешанные и переходные говоры, например в р-не г. Эдмундстон (Нью-Брансуик). Некоторые черты акадийского французского (в первую очередь лексика) более архаичны, другие (морфология и синтаксис) более инновативны. И те, и другие объясняются длительным периодом изоляции от остальной части франкоязычного мира в условиях постоянного административно-политического давления со стороны английского языка.
В отличие от Квебека, где франкофоны всегда составляли большинство населения, акадийцы стали меньшинством в Акадии после Великой депортации 1755 года. Наиболее широко диалект представлен на севере двуязычной провинции Нью-Брансуик, где на нём говорит 25-33 % населения. Общее число говорящих — около 300 тыс.

## История
Большая часть колонистов, заселявших Акадию в конце XVII века, была родом из приатлантических французских регионов Мэн, Анжу и Сентонж, Пуату. Поразительно близок акадийскому французскому и джерсийский язык, постепенно вытесненный английским. Влияние этих диалектов, а также языка галло было и остаётся существенным при относительной бедности постреволюционных парижских элементов. Поэтому язык акадийцев часто сравнивают с остатками исчезнувшей речи Мольера и Рабле. Этими влияниями объясняется сохранение альвеолярного r, озвучивание конечного слога -ent во множественной форме глагола в третьем лице мн. ч. Провинциальное влияние средневековых французских диалектов заметно в лексике: слово «écureau» (вместо =écureuil) «белка» из Пуату, слово «chancre» (=crabe) «краб», «Galipote» (= loup-garou: «оборотень») из Сентонжа. Многочисленны инверсии, протезы, смены значения (ej вместо Je «я»), возникли и развились многочисленные специфичные лексемы, отражающие местные реалии («taweille» = фр. «Amérindienne» «индианка») и проч. В фонетике обнаруживается активная палатализация /k/ > [tʃ] и /ɡ/ > [dʒ], редукция конечной L: cul > tchu «зад»; tiens > tchin [tʃɛ̃] «смотри», «держи». Всё это делает понимание акадийского диалекта затруднительным для большей части современных франкофонов без специальной подготовки. Объясняется это также употреблением большого числа разного рода англицизмов, как в лексике (bienvenu вместо de rien «пожалуйста», braker вместо freiner «тормозить») и синтаксисе:
- "Y’où se que t’arrive de? " (калька с английского «Where are you coming from?» «Откуда вы?»)
- «— Merci. — Tu es le bienvenu» (— Спасибо. — Пожалуйста).

Статья создана по материалам франкоязычной версии данной статьи.